# Little Horrors
Little Horrors – Kleine Monster (Originaltitel: Li’l Horrors) ist eine mit Puppen animierte Fernsehserie aus australischer Produktion, hergestellt 2000 bis 2002. Sie ist auch für Kleinkinder geeignet und besteht aus 52 Episoden von je etwa 13 Minuten.

## Handlung
Die Puppentrickserie Little Horrors – Kleine Monster spielt im gespenstischen alten Schloss Schimmelstein der pensionierten Horrorfilmschauspielerin und jetzigen Lehrerin Madame Morbidda. Hier verbringen die „Kleinen Monster“ ihre Schulzeit. In jeder Episode werden ulkige Abenteuer der kleinen Monster gezeigt, wie sie sich necken, streiten und doch jedes Mal wieder versöhnen.

## Figuren
- Morbidda Bates: einstige Horrorfilmschauspielerin, Schlossherrin und jetzt Lehrerin, gestaltlos und grauen einflößend
- Claudia Howell: das pfiffige Werwolfmädchen; hat angst, sich bei Vollmond in ein hübsches, kleines Mädchen zu verwandeln
- Cleo Patra: ein kluges, jahrtausendealtes Mumienmädchen adliger Herkunft
- Vladamir Bloode: genannt Vlad, ein Vampir, der sich gerne cool gibt und den Anführer spielen will
- Webster Swampson: ein ängstliches (besonders vor Wasser) Lagunenmonster und genialer Erfinder
- Medusilla Venimski: eine eitle Medusa mit Schlangenhaar, der weibliche Gegenpart von Vlad
- Duncan Stein: der Sohn von Frankensteins Monster, sehr stark, einfältig und gutmütig
- Abercrombie: ein stiller Zombie und TV-Junkie; braucht kein Essen und Schlaf, was seinem TV-Konsum zugutekommt
- Quasi: der bucklige Hausmeister
- Garg & Goyle: zwei als Verzierung des Schlosses dienende und kommentierende Steinmonster
- Ratso Risotto: das Haustier des Schlosses: ein Ratte
- Humpfree
- Bruce
- Beelzebubi: ein netter und hilfsbereiter kleiner Teufel

## Ausstrahlung
Lief im deutschen TV auf Premiere, dem heutigen Sky, im Disney Channel von 2004 bis 2007.